# 24268 Чарконлі
24268 Чарконлі (24268 Charconley) — астероїд головного поясу, відкритий 8 грудня 1999 року.
Тіссеранів параметр щодо Юпітера — 3,317.